# Melanosomellidae
Melanosomellidae (лат.) — семейство паразитических наездников из надсемейства Chalcidoidea (или триба Melanosomellini в Pteromalidae) отряда перепончатокрылые насекомые.

## Описание
Антенны с 12 члениками жгутика, включая 4 мелких сегмента булавы. Глаза не расходятся вентрально. Клипеус без поперечной субапикальной бороздки. Лабрум скрытый, гибкий. Мандибулы с 3 зубцами. Субфораминальный мост с постгенами, разделенными нижним тенториальным мостом, или с коротким видимым постгенальным мостом непосредственно дорсально от гипостомы. Нотаули полные. Мезоскутеллум с френумом, обозначенным латерально, либо без аксиллярной борозды или киля, либо с сильно редуцированной и неполной. Мезоплевральная область без расширенного акроплеврона. Все ноги с 5 тарзомерами; шпоры передней голени длинные и изогнутые; базитарзальный гребень продольный. Метасома с синтергумом, без эпипигия, жестко выпуклая.

## Систематика
Около 30 родов. Группа впервые была выделена в 1913 году как триба Melanosomellini (типовой род Melanosomella Girault, 1913), включалось в состав Ormocerinae из семейства Pteromalidae. В 2022 году в ходе реклассификации птеромалид это крупнейшее семейство хальцидоидных наездников было разделено на 24 семейства и Melanosomellini выделены из Ormocerinae в отдельное семейство Melanosomellidae.
- Aditrochus Ruebsaamen, 1902 (ранее в Ormocerinae)
- Aeschylia Girault, 1929
- Alloderma Ashmead, 1904[4]
- Alyxiaphagus Riek, 1963[5]
- Australicesa Koçak & Kemal, 2008 (=Cerna Bouček, 1988, [junior homonym], = Boucekocerna Darılmaz & Özdikmen, 2009)[6][7][8]
- Brachyscelidiphaga Ashmead, 1900
- Encyrtocephalus Ashmead, 19001[9]
- Epelatus Girault, 1928
- Espinosa Gahan, 1947[10]
- Eurytomomma Girault, 1920
- Hansonita Boucek, 1993[11]
- Hubena Boucek, 1988
- Indoclava Gupta, Khan, &, Agnihotri
- Krivena Boucek, 1988
- Lincolna Girault, 1940
- Lisseurytoma Cameron, 1912[12]
- Mayrellus Crawford, 1910[13]
- Megamelanosoma Girault, 1928[14]
- Nambouria Boucek, 1988
- Neochalcissia Girault, 1920
- Neoperilampus Girault & Dodd, 1915
- Perilampella Girault & Dodd, 1915
- Perilampomyia Girault, 1916
- Plastobelyta Kieffer, 1906
- Queenslandia Koçak & Kemal, 2008 (=Edgaria Bouček, 1988 [junior homonym], Neoedgaria Darılmaz & Özdikmen, 2009)[6][7][8]
- Systolomorpha Ashmead, 1900
- Terobiella Ashmead, 1900 (=Melanosomella Girault, 1913)
- Trichilogaster Mayr, 1905[15]
- Westra Boucek, 1988
- Wubina Boucek, 1988
- Xantheurytoma Cameron, 1912[16]